# Callum McGregor
Callum William McGregor (født 14. juni 1993) er en skotsk professionel fodboldspiller, som spiller for den skotske Premiership-klub Celtic og Skotlands landshold.

## Klubkarriere

### Celtic

#### Lån til Notts County
McGregor blev i august 2013 udlånt til Notts County, og gjorde sin professionelle debut med klubben den 7. august. McGregor imponerede på lån, og var klubbens topscorer i sæsonen.

#### Celtic karriere
McGregor gjorde sin debut for Celtic den 15. juli 2014.
McGregor blev efter dette punkt hurtigt en central del af Celtics mandskab, og spillede sin kamp nummer 100 for klubben den 19. marts 2017.
McGregor blev efter 2018-19 sæsonen kåret til årets spiller i klubben.
Efter at Scott Brown havde forladt klubben, så blev McGregor valgt til klubbens nye anfører den 19. juli 2021.

## Landsholdskarriere

### Ungdomslandshold
McGregor har repræsenteret Skotland på flere ungdomsniveauer.

### Seniorlandshold
McGregor debuterede for Skotlands landshold den 9. november 2017.

## Titler
Celtic
- Scottish Premiership: 6 (2014–15, 2015–16, 2016–17, 2017–18, 2018–19, 2019–20)
- Scottish Cup: 4 (2016–17, 2017–18, 2018–19, 2019–20)
- Scottish League Cup: 5 (2016–17, 2017–18, 2018–19, 2019–20, 2021–22)

Individuelle
- PFA Scotlands Årets Hold i Scottish Premiership: 1 (2018-19)